# Marcus Denmon
Marcus Denmon, né le 20 mars 1990 à Kansas City (États-Unis), est un joueur américain professionnel de basket-ball. Il mesure 1,91 mètre.

## Biographie
Dans sa saison senior au lycée Hogan Preparatory Academy, il marque en moyenne 28,5 points et prend 5,8 rebonds tout en menant Hogan Preparatory au titre de champion des lycées de classe 3 de l'État du Missouri. Il remporté le prix 2008 DiRenna pour le meilleur joueur de l'école secondaire supérieure à Kansas City.
Denmon s'engage avec les Tigers de l'université du Missouri. Pour sa première année, Denmon débute 33 des 34 matchs de sa saison. En junior, Denmon marque en moyenne 16,9 points par match. Il obtient diverses récompenses : sélectionné dans la meilleure équipe type de la conférence Big 12 (All-Big 12 First Team), dans la NABC All-District et dans la USBWA All-District.
En août 2011, Denmon participe aux Jeux mondiaux universitaires avec l'équipe des États-Unis.
Denmon est drafté le 28 juin 2012 par les Spurs de San Antonio à la 59e place, au deuxième tour. Le 25 juillet 2012, Denmon signe un contrat d'un an avec l'Élan sportif chalonnais.